# غولوبيتسكايا
غولوبيتسكايا (بالروسية: Голубицкая) هي مدينة في مقاطعة كراسنودار كراي في روسيا. وتعتبر من أصغر المدن الروسية مساحة.